# Conella
Conella is een geslacht van weekdieren uit de klasse van de Gastropoda (slakken).

## Soorten
- Conella ovulata (Lamarck, 1822)
- Conella ovuloides (C. B. Adams, 1850)

Niet geaccepteerde naam:
- Conella ledaluciae